# Anna (keresztnév)

Leonardo da Vinci: Szent Anna harmadmagával

Az Anna női név közvetlenül a héberből átvett név, héber formája Channá, Hanná (חַנָּה). Jelentése: kegyelem, könyörület, báj, kecsesség, kedvesség. A héberben jövevény, a kánaáni Anat istennő nevén keresztül a hettita Hannahannah anyaistennőre vezethető vissza, a föld és termékenység istennőjére. (ḫannaš = „anya”, ḫannaḫannaš = nagyanya)

## Rokon nevek, becenevek
Anda, Anélia, Anéta, Anett, Anetta, Ania, Anica, Anika, Anikó, Anilla, Anina, Anita, Anka, Anabel, Anabella, Annabell, Annabella, Annakata, Annalea, Annaliza, Annamari, Annamária, Annamira, Annarita, Annavera, Anni, Bíboranna, Hanna, Hanka, Kisanna, Kisó, Nanett, Nanetta, Netta, Netti, Nina, Ninell, Ninetta, Ninon, Panka, Panna, Panni
Becenevei: Anni , Annika, Ani, Anika, Ancsa, Ancsi, Ancsika, Anci, Anicska, Anus, Panna, Panni, Pannika, Panka, Annus, Annuska, Naca, Nani, Náni, Náncsi, Nusi, Nusika, Nasa, Kisó

## Gyakorisága
Az Anna Magyarországon az Árpád-kortól kezdve évszázadokon át a legnépszerűbb női nevek közé tartozott, a 16-18. században az egyik leggyakoribb női név, majd fokozatosan visszaszorult. 1967-ben a 18. leggyakrabban adott női név volt, a 80-as években pedig már nem szerepelt az első 25-ben. Az 1990-es években újból igen gyakori lett, a 2000-es években pedig a leggyakoribb női név. A 2010-es években is az 1-2. helyen állt a legnépszerűbb nevek között.
A teljes népességre vonatkozóan az Anna úgy a 2000-es, mint a 2010-es években a 6. helyen áll a női nevek között.

## Névnapok
július 26.
Július 26-án szokás megtartani az Anna-bált, a termés betakarítása után.

## Idegen nyelvi változatok
- angol: Ann, Anne, Ana, Anna
- latin, lengyel, olasz, orosz, szlovák: Anna, Аня
- bolgár, spanyol, román, szerb: Ana
- holland: Anna, Anne, Annet
- svéd: Ann, Anna, Annika
- ír: Áine
- német: Anne, Änne, Annika
- héber: חנה (Channá)

## Híres Annák
„Anna” utónevű személyek szócikkeinek listája a Wikidata alapján

### Egyéb
- Anna Borház
- Anna-bál, évenkénti megrendezésű bál az ország több településén, többek között Balatonfüreden.
- Anna-barlang, Lillafüreden található mésztufabarlang
- Anna-forrás, szegedi artézi kút
- Anna-kolibri
- annabergit ásvány, mely Annaberg városáról kapta a nevét
- Nina Tower I, hongkongi felhőkarcoló

#### A névről
Kosztolányi Dezső írja hősnőjének, Édes Annának nevéről:
„Jólesett mondogatnom, leírnom. Talán ezért tudtam vele annyi szeretettel foglalkozni. Én az Anna nevet régóta szeretem. Mindig a mannát hozta az eszembe, azonkívül egy kacér és nagyon nőies feltételes módot is. A vezetéknév, mely ösztönösen társult melléje, nem egyéb, mint e hódolatom kifejezése.”

### Népnyelvben
- Föltette Szent Anna kontyát: ezt mondták régen arra a nőre, aki túl sokat ivott[3]